# Абвиль-2 (кантон)
Абвиль-2 (фр. Abbeville-2) — кантон во Франции, находится в регионе О-де-Франс, департамент Сомма. Входит в состав округа Абвиль.

## История
Кантон образован в результате реформы 2015 года . В его состав вошли упразднённый кантоны Абвиль-Сюд и отдельные коммуны кантонов Муайенвиль и Сен-Валери-сюр-Сомм.

## Состав кантона
В состав кантона входят коммуны (население по данным Национального института статистики за 2018 г.):
- Абвиль (10 519 чел.) (южная половина)
- Арре (855 чел.)
- Аше-ан-Вимё (519 чел.)
- Беан (515 чел.)
- Бре-ле-Марей (242 чел.)
- Буамон (471 чел.)
- Гребо-Мениль (216 чел.)
- Йонваль (223 чел.)
- Камброн (723 чел.)
- Каон (202 чел.)
- Кенуа-ле-Монтан (553 чел.)
- Марей-Кобер (831 чел.)
- Мон-Бубер (556 чел.)
- Муайенвиль (720 чел.)
- Мьянне (574 чел.)
- Окур-сюр-Сомм (408 чел.)
- Сен-Валери-сюр-Сомм (2 491 чел.)
- Сеньвиль (373 чел.)
- Тёфль (296 чел.)
- Тур-ан-Вимё (815 чел.)
- Франлё (541 чел.)
- Эпань-Эпанетт (537 чел.)
- Эркур (122 чел.)
- Эстребёф (240 чел.)
- Юшенвиль (663 чел.)

## Политика
На президентских выборах 2022 г. жители кантона отдали в 1-м туре Марин Ле Пен 32,8 % голосов против 29,4 % у Эмманюэля Макрона и 15,0 % у Жана-Люка Меланшона; во 2-м туре в кантоне победила Ле Пен, получившая 52,5 % голосов. (2017 год. 1 тур: Марин Ле Пен – 29,8 %, Эмманюэль Макрон – 22,2 %, Жан-Люк Меланшон – 18,2 %, Франсуа Фийон – 17,0 %; 2 тур: Макрон – 53,8 %. 2012 год. 1 тур: Франсуа Олланд - 28,5 %, Николя Саркози - 24,6 %, Марин Ле Пен - 23,9 %; 2 тур: Олланд - 53,7 %).
С 2015 года кантон в Совете департамента Сомма представляют бывший член совета коммуны Юшенвиль Сабрина Олевиль-Мила (Sabrina Holleville-Milhat) и бывший мэр города Сен-Валери-сюр-Сомм, президент Совета департамента с 2020 года Стефан Оссулье (Stéphane Haussoulier) (оба – Разные правые).
|                    | Кандидаты                           | Партия                   | Первый тур | Первый тур         | Второй тур | Второй тур |
| Количество голосов | Кандидаты                           | Партия                   | % голосов  | Количество голосов | % голосов  |            |
| ------------------ | ----------------------------------- | ------------------------ | ---------- | ------------------ | ---------- | ---------- |
|                    | Сабрина Олевиль-Мила Стефан Оссулье | Разные правые            | 3 320      | 49,19              | 4 322      | 69,99      |
|                    | Шанталь Лемер Николя Лоттен         | Национальное объединение | 1 775      | 26,30              | 1 853      | 30,01      |
|                    | Орельен Купель Мелани Рокруа        | Разные левые             | 1 654      | 24,51              |            |            |

|                    | Кандидаты                           | Партия                                    | Первый тур | Первый тур         | Второй тур | Второй тур |
| Количество голосов | Кандидаты                           | Партия                                    | % голосов  | Количество голосов | % голосов  |            |
| ------------------ | ----------------------------------- | ----------------------------------------- | ---------- | ------------------ | ---------- | ---------- |
|                    | Сабрина Олевиль-Мила Стефан Оссулье | Союз за народное движение (Республиканцы) | 2 881      | 28,71              | 5 548      | 60,86      |
|                    | Мартин Деролез Матьё Маршьо         | Национальный фронт                        | 3 120      | 31,09              | 3 568      | 39,14      |
|                    | Паскаль Демарт Натали Пуалли        | Социалистическая партия                   | 2 869      | 28,59              |            |            |
|                    | Изабель Кюбьяк Эрве Фарси           | Левый фронт                               | 630        | 6,28               |            |            |
|                    | Паскаль Бриффар Жан-Филипп Танги    | Вставай, Франция                          | 534        | 5,32               |            |            |